# خوزه کاروایو
خوزه کاروایو (انگلیسی: José Carvallo؛ زادهٔ ۱ مارس ۱۹۸۶) بازیکن فوتبال اهل پرو است.
از باشگاه‌هایی که در آن بازی کرده‌است می‌توان به دی‌سی یونایتد و تیم ملی فوتبال پرو اشاره کرد.
وی همچنین در تیم‌های ملی فوتبال Peru U-15 Peru U-17 Peru U-20 Peru بازی کرده‌است.